# باول ناستولا
باول مارسين ناستولا (مواليد 26 يونيو 1970) هو لاعب جودو ومُقاتل فنون قتالية مختلطة بولندي.

## وصلات خارجية
- باول ناستولا على موقع الفيدرالية الدولية للجودو (الإنجليزية)
- باول ناستولا على موقع JudoInside.com (الإنجليزية)
- باول ناستولا على موقع AllJudo.net (الفرنسية)
- باول ناستولا على موقع شيردوغ (الإنجليزية)
- باول ناستولا على موقع Tapology.com (الإنجليزية)
- باول ناستولا على موقع فايت ماتريكس (الإنجليزية)
- باول ناستولا على موقع اللجنة الأولمبية الدولية (الإنجليزية)
- باول ناستولا على موقع أوليمبيديا (الإنجليزية)
- باول ناستولا على موقع اللجنة الأولمبية البولندية (مؤرشف) (البولندية)
- باول ناستولا على موقع IMDb (الإنجليزية)